# Gruppo (matematica)

Le mosse del cubo di Rubik formano un gruppo, chiamato il gruppo del cubo di Rubik.

In matematica un gruppo è una struttura algebrica formata dall'abbinamento di un insieme non vuoto con un'operazione binaria interna (come ad esempio la addizione o la moltiplicazione), che soddisfa gli assiomi di associatività, di esistenza dell'elemento neutro e di esistenza dell'inverso di ogni elemento.
Tali assiomi sono soddisfatti da numerose strutture algebriche, come ad esempio i numeri interi con l'operazione di addizione, ma essi sono molto più generali e prescindono dalla natura particolare del gruppo considerato. In questo modo diviene possibile lavorare in maniera flessibile con oggetti matematici di natura e origine molto diverse tra loro, riconoscendone alcuni importanti aspetti strutturali comuni. Il ruolo chiave dei gruppi in numerose aree interne ed esterne alla matematica ne fa uno dei concetti fondamentali della matematica moderna.
Il concetto di gruppo nacque dagli studi sulle equazioni polinomiali, iniziati da Évariste Galois negli anni trenta del XIX secolo. In seguito a contributi provenienti da altri settori della matematica come la teoria dei numeri e la geometria, la nozione di gruppo fu generalizzata e definita stabilmente attorno al 1870. La moderna teoria dei gruppi - una disciplina matematica molto attiva - si occupa dello studio astratto dei gruppi. Mathematical Reviews conta 3 224 articoli di ricerca di teoria dei gruppi e sue generalizzazioni pubblicati nel solo 2005.
I matematici hanno sviluppato varie nozioni per spezzare i gruppi in parti più piccole e più facili da studiare, come i sottogruppi e i quozienti. Oltre a studiare le loro proprietà astratte, i teorici dei gruppi si occupano anche dei differenti modi in cui un gruppo può essere espresso concretamente, da un punto di vista sia teorico, sia computazionale. Una teoria particolarmente ricca è stata sviluppata per i gruppi finiti, culminata con la monumentale classificazione dei gruppi semplici finiti, completata nel 1983.

## Definizione e prime proprietà

### Definizione
Un gruppo è un insieme {\displaystyle G} munito di un'operazione binaria {\displaystyle *}, che ad ogni coppia di elementi {\displaystyle a}, {\displaystyle b} di {\displaystyle G} associa un elemento, che indichiamo con {\displaystyle a*b}, appartenente a {\displaystyle G}, per cui siano soddisfatti i seguenti assiomi:
1. proprietà associativa: dati {\displaystyle a,b,c} appartenenti a {\displaystyle G}, vale {\displaystyle (a*b)*c=a*(b*c)}.
2. esistenza dell'elemento neutro: esiste in {\displaystyle G} un elemento neutro {\displaystyle e} rispetto all'operazione {\displaystyle *}, cioè tale che {\displaystyle a*e=e*a=a} per ogni {\displaystyle a} appartenente a {\displaystyle G}.
3. esistenza dell'inverso: per ogni elemento {\displaystyle a} di {\displaystyle G} esiste un elemento {\displaystyle a'}, detto inverso di {\displaystyle a} , tale che {\displaystyle a*a'=a'*a=e}.

Imponendo solo alcuni fra questi assiomi si ottengono altre strutture, quali magma, quasigruppo, semigruppo e monoide.
È importante evidenziare che la struttura di gruppo consiste di due oggetti: l'insieme {\displaystyle G} e l'operazione binaria {\displaystyle *} su di esso. Per semplicità, tuttavia, si è soliti denotare un gruppo con il solo simbolo dell'insieme sul quale il gruppo è "costruito", qualora l'operazione sia chiara dal contesto e non vi sia rischio di confusione.
Un gruppo si dice commutativo (o abeliano) se l'operazione è commutativa, ovvero soddisfi la relazione  {\displaystyle a*b=b*a} per ogni coppia {\displaystyle a}, {\displaystyle b} di elementi di {\displaystyle G}.
La cardinalità dell'insieme {\displaystyle G} viene indicata con {\displaystyle |G|} ed è chiamata ordine del gruppo: se questa è finita, allora {\displaystyle G} è un gruppo finito, altrimenti è infinito.

### Prime proprietà
Si vede subito che l'elemento neutro di un gruppo è univocamente determinato. Infatti se {\displaystyle e}, {\displaystyle f} sono entrambi elementi neutri, si ha {\displaystyle f=e*f=e}, dove la prima eguaglianza segue dal fatto che {\displaystyle e} è un elemento neutro, e la seconda dal fatto che lo è {\displaystyle f}.
Allo stesso modo, l'inverso di un elemento è univocamente determinato. Infatti se {\displaystyle a'}, {\displaystyle a''} sono entrambi inversi di {\displaystyle a}, si ha {\displaystyle a'=a'*e=a'*(a*a'')=(a'*a)*a''=e*a''=a''}, dove le uguaglianze seguono nell'ordine dalla definizione di elemento neutro, dal fatto che {\displaystyle a''} è un inverso di {\displaystyle a}, dalla proprietà associativa, dal fatto che {\displaystyle a'} è un inverso di {\displaystyle a}, e ancora dalla definizione di elemento neutro.
L'inverso dell'elemento {\displaystyle a} è spesso indicato con {\displaystyle a^{-1}}.

### Potenze
Dati {\displaystyle a\in G} e {\displaystyle z\in \mathbb {Z} }, la potenza di base {\displaystyle a} ed esponente {\displaystyle z}, indicata con {\displaystyle a^{z}}, è definita da quanto segue:
{\displaystyle \qquad a^{0}:=e},
{\displaystyle \qquad a^{z}:=a\ast a^{z-1}} se {\displaystyle z>0},
{\displaystyle \qquad a^{z}:={\left(a^{-1}\right)}^{-z}} se {\displaystyle z<0}.

### Notazioni moltiplicativa e additiva
Come per l'usuale moltiplicazione fra numeri, viene spesso adottata una notazione moltiplicativa per l'operazione binaria di un gruppo {\displaystyle G}: il prodotto di due elementi {\displaystyle a} e {\displaystyle b} è quindi indicato con {\displaystyle ab} invece che {\displaystyle a*b}. In tal caso, l'elemento neutro {\displaystyle e} viene generalmente indicato con {\displaystyle 1_{G}} (o anche solo {\displaystyle 1} se non c'è rischio di ambiguità).
Quando il gruppo è abeliano, si preferisce a volte usare una notazione additiva invece che moltiplicativa, indicando {\displaystyle ab} con {\displaystyle a+b}. Con questa notazione, l'elemento neutro diviene {\displaystyle 0_{G}} (o semplicemente {\displaystyle 0}), la potenza {\displaystyle a^{z}} diventa {\displaystyle za} e si dice multiplo {\displaystyle z}-esimo (o {\displaystyle z}-uplo) di {\displaystyle a}, e l'inverso {\displaystyle a^{-1}} viene indicato con {\displaystyle -a}, ed è solitamente detto opposto di {\displaystyle a}.

## Storia
Il moderno concetto di gruppo trae le sue origini da vari settori della matematica.

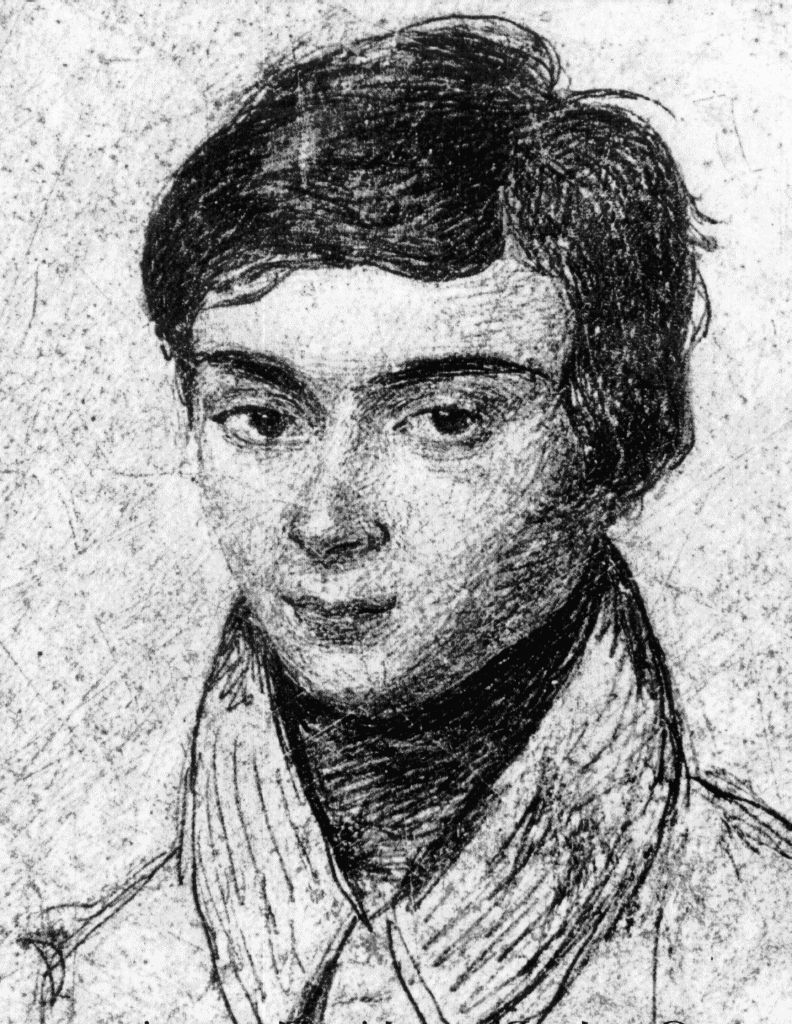
Il matematico francese Évariste Galois è spesso indicato come il fondatore della moderna teoria dei gruppi.

In algebra, la teoria dei gruppi vide la luce all'inizio del XIX secolo nello studio delle equazioni polinomiali. Il matematico francese Évariste Galois, estendendo precedenti lavori di Paolo Ruffini e Joseph-Louis Lagrange, fornì nel 1832 un criterio per la risolubilità di un'equazione polinomiale in funzione del gruppo di simmetria delle sue radici (successivamente chiamato gruppo di Galois). Dai suoi lavori discende il teorema di Abel-Ruffini, che sancisce l'impossibilità di trovare formule di risoluzione generali per equazioni di grado superiore a 4.
I gruppi di permutazioni sono però oggetti matematici più generali e furono studiati in un'ottica più vasta da Augustin-Louis Cauchy. La prima definizione astratta di gruppo finito apparve in On the theory of groups, as depending on the symbolic equation θn = 1 di Arthur Cayley nel 1854.

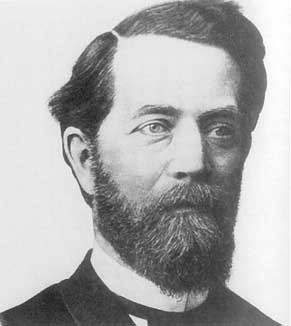
Il matematico tedesco Felix Klein mise in risalto le strette correlazioni fra gruppi e geometrie.

In geometria, la nozione di gruppo si sviluppò naturalmente nello studio delle simmetrie di oggetti piani e solidi, ad esempio poligoni e poliedri. Nella seconda metà del XIX secolo i matematici scoprirono l'esistenza di geometrie non euclidee e la nozione stessa di "geometria" fu ampiamente ridiscussa. Il matematico Felix Klein propose nel suo programma di Erlangen del 1872 di utilizzare il concetto di gruppo di simmetria come mattone fondante della definizione di una geometria: nell'ottica di Klein il gruppo di simmetria è l'elemento fondamentale che determina la geometria e distingue ad esempio la geometria euclidea da quella iperbolica o proiettiva. Di particolare importanza in geometria sono anche i gruppi di Lie, introdotti da Sophus Lie a partire dal 1884.
Un terzo settore che contribuì allo sviluppo della teoria dei gruppi è la teoria dei numeri. Alcune strutture di gruppo abeliano furono implicitamente utilizzate nelle Disquisitiones Arithmeticae di Carl Friedrich Gauss del 1798 e poi, più esplicitamente, da Leopold Kronecker. Nel 1847 Ernst Kummer, nel tentativo di dimostrare l'ultimo teorema di Fermat, diede avvio allo studio dei gruppi delle classi di ideali di un campo di numeri.
L'unificazione di tutti questi concetti sviluppati nei vari settori della matematica in un'unica teoria dei gruppi iniziò con il Traité des substitutions et des équations algébriques di Camille Jordan del 1870. Nel 1882 Walther von Dyck formulò per primo la definizione moderna di gruppo astratto. Nel XX secolo i gruppi ottennero un ampio riconoscimento grazie ai lavori di Ferdinand Georg Frobenius e di William Burnside, che si occupò di teoria delle rappresentazioni dei gruppi finiti, grazie alla teoria delle rappresentazioni modulari di Richard Brauer ed agli articoli di Issai Schur. La teoria dei gruppi di Lie e, più in generale dei gruppi localmente compatti fu portata avanti da Hermann Weyl, Élie Joseph Cartan e molti altri. La controparte algebrica, cioè la teoria dei gruppi algebrici fu sviluppata da Claude Chevalley (a partire dagli anni 1930) ed in seguito da Armand Borel e Jacques Tits.
L'anno accademico 1960-61 fu dedicato dall'Università di Chicago alla teoria dei gruppi. All'iniziativa parteciparono teorici dei gruppi del calibro di Daniel Gorenstein, John G. Thompson e Walter Feit, che iniziarono una fruttuosa collaborazione, culminata con la classificazione dei gruppi semplici finiti nel 1982, un progetto che coinvolse moltissimi matematici. Ancora oggi la teoria dei gruppi è una branca della matematica molto attiva con impatti cruciali in numerosi altri settori.

## Esempi

### Numeri
L'insieme dei numeri interi
{\displaystyle \mathbb {Z} =\{\ldots ,-4,-3,-2,-1,0,1,2,3,4,\ldots \}}
e la sua operazione di somma {\displaystyle +} formano un gruppo abeliano. Il gruppo è quindi identificato dalla coppia {\displaystyle (\mathbb {Z} ,+)}. Tuttavia, i numeri interi non formano un gruppo con l'operazione di moltiplicazione: la moltiplicazione è associativa e ha per elemento neutro il numero {\displaystyle 1} (ossia {\displaystyle (\mathbb {Z} ,\cdot \,)} è un monoide commutativo), ma la maggior parte degli elementi di {\displaystyle \mathbb {Z} } non ha un inverso rispetto alla moltiplicazione. Ad esempio, non esiste nessun intero che moltiplicato per {\displaystyle 2} dia come risultato {\displaystyle 1}, quindi {\displaystyle 2} non ammette inverso in {\displaystyle \mathbb {Z} } rispetto alla moltiplicazione; più precisamente, i soli numeri interi che ammettono inverso moltiplicativo in {\displaystyle \mathbb {Z} } sono {\displaystyle 1} e {\displaystyle -1}.
Anche i numeri razionali, i numeri reali e i numeri complessi formano un gruppo con l'operazione di addizione. Si ottengono quindi tre altri gruppi: {\displaystyle (\mathbb {Q} ,+),\,(\mathbb {R} ,+),\,(\mathbb {C} ,+).}
I numeri razionali, privati dello zero, formano un gruppo con la moltiplicazione. Un numero razionale diverso da zero è infatti identificato da una frazione {\displaystyle a/b} con {\displaystyle a\neq 0}, il cui inverso (rispetto alla moltiplicazione) è la frazione {\displaystyle b/a}. Analogamente, i numeri reali (o complessi) non nulli formano un gruppo con la moltiplicazione. Pertanto, sono dei gruppi anche {\displaystyle (\mathbb {Q} \setminus \left\{0\right\},\cdot \,),\,(\mathbb {R} \setminus \left\{0\right\},\cdot \,),\,(\mathbb {C} \setminus \left\{0\right\},\cdot \,)}. (Tale costruzione non funziona con i numeri interi, ossia {\displaystyle (\mathbb {Z} \setminus \left\{0\right\},\cdot \,)} non è un gruppo: ciò è correlato al fatto che i razionali, reali o complessi formano un campo con le operazioni di somma e prodotto, mentre gli interi formano soltanto un anello.)
Tutti tali gruppi numerici sono abeliani.

### Permutazioni
Le permutazioni di un fissato insieme {\displaystyle X} formano un gruppo assieme all'operazione di composizione di funzioni. Questo gruppo è noto come gruppo simmetrico ed è generalmente indicato con {\displaystyle S(X)} (o {\displaystyle {\textrm {Sym}}(X)}). Ad esempio, se {\displaystyle X=\{A,B,C\}}, una permutazione può essere descritta da una parola nelle tre lettere {\displaystyle A,B,C}, senza ripetizioni: ad esempio, la parola ACB indica una permutazione delle ultime due lettere (detta trasposizione), mentre la parola BAC indica una trasposizione delle prime due. Il gruppo {\displaystyle S(X)} consta quindi di sei elementi: ABC, ACB, BAC, BCA, CAB, CBA.
Il gruppo simmetrico su 3 elementi {\displaystyle S_{3}} è il più piccolo esempio di gruppo non abeliano: componendo le due permutazioni ACB e BAC nei due modi possibili si ottengono infatti permutazioni differenti.

### Gruppi di simmetria

L'ottaedro ha 24 simmetrie rotatorie: queste formano il gruppo. Il cubo, duale dell'ottaedro, ha lo stesso gruppo di simmetria.

Il dodecaedro ha 60 simmetrie rotatorie: queste formano il gruppo alternante. Idem per il suo duale, l'icosaedro.

Le simmetrie di un oggetto geometrico formano sempre un gruppo. Ad esempio, le simmetrie di un poligono regolare formano un gruppo finito detto gruppo diedrale. Le simmetrie di un quadrato sono mostrate qui sotto.
| identità (non muove nulla)                         | rotazione oraria di 90° | rotazione oraria di 180° | rotazione oraria di 270°  |
| simmetria verticale                                | simmetria orizzontale   | simmetria diagonale      | altra simmetria diagonale |
| Gli elementi del gruppo di simmetria del quadrato. |                         |                          |                           |

Le simmetrie di un tetraedro sono 24: oltre all'identità, ci sono 11 rotazioni intorno ad un asse, 6 riflessioni rispetto ad un piano e altre 6 operazioni ottenute componendo rotazioni e riflessioni.

Anche le simmetrie di un poliedro formano un gruppo finito. Di particolare importanza sono i gruppi di simmetria dei solidi platonici. Ad esempio, il gruppo di simmetria del tetraedro consta di 24 elementi.

### Algebra lineare
L'algebra lineare fornisce molti gruppi, generalmente infiniti. Innanzitutto, uno spazio vettoriale come ad esempio lo spazio euclideo Rn di dimensione n è un gruppo abeliano con la usuale somma fra vettori.
Anche le matrici con m righe e n colonne sono un gruppo abeliano con la somma. Come per gli insiemi numerici, in alcuni casi è anche possibile costruire degli insiemi di matrici che formano un gruppo con il prodotto fra matrici. Tra questi, 
- Il gruppo generale lineare formato da tutte le matrici quadrate invertibili.
- Il gruppo ortogonale formato dalle matrici quadrate ortogonali.

## Concetti di base
Per comprendere in maniera più profonda la struttura di un gruppo sono stati introdotti alcuni importanti concetti. La caratteristica fondamentale che li accomuna è la loro “compatibilità” con l'operazione del gruppo.

### Omomorfismi

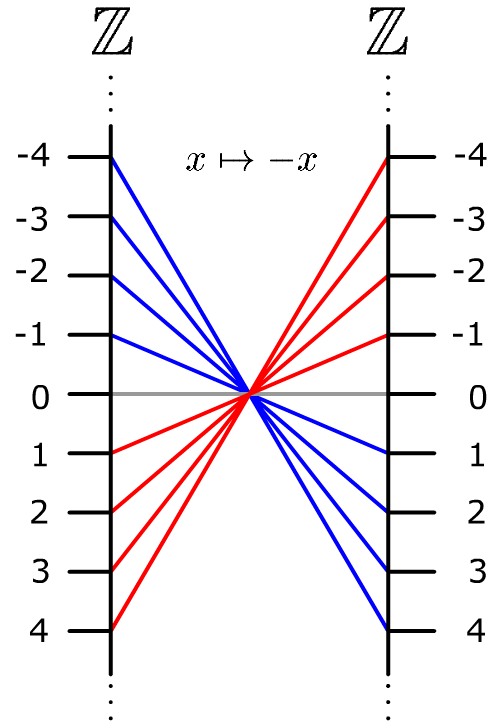
La mappa che manda un intero nel suo opposto è un omomorfismo dal gruppo in sé. Si tratta inoltre di un isomorfismo, perché è una corrispondenza biunivoca. Più in generale, ogni omomorfismo da in sé manda in, dove è un intero fissato. L'isomorfismo mostrato è quindi l'unico isomorfismo, oltre all'identità (ottenuta con).

Se {\displaystyle (G,\ast )} e {\displaystyle (H,\cdot )} sono due gruppi, un omomorfismo di gruppi è una funzione
{\displaystyle f:G\to H}
che sia "compatibile" con le strutture di gruppo di {\displaystyle G} e {\displaystyle H}, ossia che "preservi" le operazioni dei due gruppi: più precisamente, si deve avere
{\displaystyle f(a\ast b)=f(a)\cdot f(b)}
per ogni coppia di elementi {\displaystyle a} e {\displaystyle b} in {\displaystyle G}. Omettendo, come di consueto, i simboli delle operazioni di gruppo, la condizione precedente si scrive come {\displaystyle f(ab)=f(a)f(b)} (per ogni {\displaystyle a,b\in G}). In particolare, questa richiesta assicura che {\displaystyle f} "preservi" automaticamente anche gli elementi neutri e gli inversi, ovvero che
{\displaystyle f(1_{G})=1_{H}},
{\displaystyle f(a^{-1})={\left(f(a)\right)}^{-1}\quad \forall a\in G.}
Ad esempio, la funzione
{\displaystyle {\begin{array}{ccccc}f&:&\mathbb {Z} &\to &\mathbb {Z} \\&&z&\mapsto &2z\end{array}}}
è un omomorfismo di gruppi.
Se l'omomorfismo {\displaystyle f} è una funzione biettiva (rispettivamente iniettiva, suriettiva), si dice che è un isomorfismo (rispettivamente monomorfismo, epimorfismo).
Come per altre strutture algebriche, due gruppi isomorfi {\displaystyle G} e {\displaystyle H} hanno le stesse proprietà "intrinseche" e possono essere considerati (con un minimo di cautela) "lo stesso gruppo". Questo è dovuto al fatto che tutte le relazioni algebriche vengono trasferite da {\displaystyle G} in {\displaystyle H} e viceversa: ad esempio, dimostrare che {\displaystyle g^{2}=gg=e} per un certo {\displaystyle g} in {\displaystyle G} equivale a dimostrare che {\displaystyle f(g)^{2}=f(g)f(g)=e} in {\displaystyle H}.

### Sottogruppi

Come visto sopra, le simmetrie di un quadrato formano un gruppo di ordine 8. Questo gruppo contiene 1 sottogruppo di ordine 8 (se stesso), 3 sottogruppi di ordine 4, 5 sottogruppi di ordine 2 e 1 sottogruppo di ordine 1 (il sottogruppo banale). I sottogruppi sono descritti qui in figura mostrando gli effetti delle singole simmetrie su una figura non simmetrica (la lettera F).

Un sottogruppo è un sottoinsieme {\displaystyle H} di un gruppo {\displaystyle G} che risulta essere esso stesso un gruppo rispetto all'operazione ereditata da quella di {\displaystyle G}. In altre parole, un sottoinsieme {\displaystyle H} di {\displaystyle G} si dice sottogruppo di {\displaystyle (G,\ast )} se {\displaystyle (H,\ast _{|H\times H})} è un gruppo, ove l'elemento neutro è lo stesso di {\displaystyle G}, ossia {\displaystyle 1_{H}=1_{G}}. In tal caso, si è soliti scrivere {\displaystyle H\leq G} (rispettivamente, {\displaystyle H<G}) per indicare che {\displaystyle H} è un sottogruppo (rispettivamente, un sottogruppo proprio) di {\displaystyle G}.
Si ha che {\displaystyle H} è un sottogruppo di {\displaystyle G} se e solo se valgono entrambi i seguenti fatti:
1. {\displaystyle 1_{G}} appartiene a {\displaystyle H},
2. {\displaystyle H} è chiuso rispetto all'operazione di {\displaystyle G}, ovvero: se {\displaystyle a} e {\displaystyle b} sono elementi di {\displaystyle H}, anche {\displaystyle ab} appartiene a {\displaystyle H}.

Equivalentemente, {\displaystyle H\leq G} se e solo se vale 
1. se {\displaystyle h_{1}} e {\displaystyle h_{2}} sono elementi di {\displaystyle H}, allora {\displaystyle {\left(h_{1}\right)}^{-1}{h_{2}}} appartiene a {\displaystyle H}.

Fra i sottogruppi di un gruppo {\displaystyle G}, vi sono sempre {\displaystyle G} stesso e il sottogruppo banale {\displaystyle \{1_{G}\}}, che consta del solo elemento neutro.
Lo studio dei sottogruppi è molto importante nella comprensione della struttura globale di un gruppo.
Ad esempio, i numeri pari formano un sottogruppo (proprio) dei numeri interi. Più in generale, i numeri interi divisibili per un numero naturale fissato {\displaystyle n} (ovvero gli interi esprimibili come il prodotto tra {\displaystyle n} e un opportuno numero intero) formano un sottogruppo di {\displaystyle \mathbb {Z} }, che viene indicato con {\displaystyle n\mathbb {Z} }: pertanto {\displaystyle n\mathbb {Z} \leq \mathbb {Z} } per ogni {\displaystyle n\in \mathbb {N} } (si osservi che {\displaystyle 0\mathbb {Z} =\left\{0\right\}}). Viceversa, si può provare che ogni sottogruppo di {\displaystyle \mathbb {Z} } è di tale forma: infatti, si prenda un sottogruppo {\displaystyle H\leq \mathbb {Z} }; se {\displaystyle H=\left\{0\right\}}, è sufficiente considerare {\displaystyle n=0}. Si supponga allora che {\displaystyle H\neq \left\{0\right\}}: sia quindi {\displaystyle n} il più piccolo intero positivo appartenente a {\displaystyle H}; dalla definizione di multiplo di un elemento e dal fatto che {\displaystyle H} è chiuso rispetto all'addizione, si ha anzitutto che {\displaystyle n\mathbb {Z} } è un sottoinsieme (sottogruppo) di {\displaystyle H}. Inoltre, se {\displaystyle h} è un elemento di {\displaystyle H}, effettuando la divisione di {\displaystyle h} per {\displaystyle n} si trovano due interi (univocamente determinati) {\displaystyle q} (quoziente) ed {\displaystyle r} (resto) che soddisfano le relazioni {\displaystyle h=nq+r}, {\displaystyle 0\leq r<n}. Se fosse {\displaystyle r>0}, essendo che {\displaystyle h} e {\displaystyle nq} appartengono a {\displaystyle H}, se ne dedurrebbe che {\displaystyle r=h-nq} appartiene a {\displaystyle H} (sottogruppo di {\displaystyle \mathbb {Z} } per ipotesi), il che genera una contraddizione, perché da un lato si ha {\displaystyle r<n}, ma d'altra parte {\displaystyle n} è il più piccolo intero positivo appartenente a {\displaystyle H}. Pertanto si può avere solamente {\displaystyle r=0}, ovvero {\displaystyle h=nq\in n\mathbb {Z} }: ne segue che ogni elemento di {\displaystyle H} è contenuto in {\displaystyle n\mathbb {Z} }, cioè che {\displaystyle H} è un sottoinsieme (sottogruppo) di {\displaystyle n\mathbb {Z} }; dunque {\displaystyle H=n\mathbb {Z} }.

### Generatori
Un sottoinsieme {\displaystyle S} di {\displaystyle G} può non essere un sottogruppo: questi genera comunque un sottogruppo {\displaystyle H}, formato da tutti i prodotti degli elementi di {\displaystyle S} e dei loro inversi. Si tratta del minimo sottogruppo di {\displaystyle G} contenente {\displaystyle S}.
Ad esempio, l'insieme {\displaystyle \{2\}} e l'insieme {\displaystyle \{4,6\}} sono entrambi generatori del sottogruppo {\displaystyle 2\mathbb {Z} } di {\displaystyle \mathbb {Z} } formato da tutti i numeri pari.

### Ordine di un elemento
Un elemento {\displaystyle a} di un gruppo moltiplicativo {\displaystyle G} genera un sottogruppo, formato da tutte le sue potenze intere:{\displaystyle \ldots ,a^{-2},a^{-1},1_{G},a,a^{2},\ldots }. L'ordine di questo gruppo è il minimo numero naturale {\displaystyle n} per cui si abbia {\displaystyle a^{n}=1_{G}}(tale {\displaystyle n} può essere anche infinito, nel caso in cui {\displaystyle a^{n}} sia diverso da {\displaystyle 1_{G}} per ogni {\displaystyle n}), ed è (per definizione) l'ordine dell'elemento {\displaystyle a}.
Si noti che nei gruppi additivi l'ordine di un elemento {\displaystyle a} è definito come il minimo intero positivo {\displaystyle k} che verifichi {\displaystyle ka=0_{G}}.

### Classi laterali
A volte può essere utile identificare due elementi di un gruppo che differiscono per un elemento di un determinato sottogruppo. Questa idea è formalizzata nel concetto di classe laterale: un sottogruppo {\displaystyle H} definisce classi laterali destre e sinistre, che possono essere pensate come traslazioni di {\displaystyle H} per un arbitrario elemento {\displaystyle g}. Più precisamente, le classi laterali sinistre e destre di {\displaystyle H} contenenti {\displaystyle g} sono rispettivamente
{\displaystyle gH={\big \{}gh\ |\ h\in H{\big \}},\quad Hg={\big \{}hg\ |\ h\in H{\big \}}.}
Le classi laterali sinistre hanno tutte la stessa cardinalità e formano una partizione di {\displaystyle G}. In altre parole, due classi laterali sinistre {\displaystyle g_{1}H} e {\displaystyle g_{2}H} coincidono oppure hanno intersezione vuota. Le classi coincidono se e solo se 
{\displaystyle g_{1}^{-1}g_{2}\in H}
cioè se i due elementi "differiscono" per un elemento di {\displaystyle H}. Analoghe considerazioni valgono per le classi laterali destre.
Ad esempio, il sottogruppo {\displaystyle 3\mathbb {Z} } di {\displaystyle \mathbb {Z} } formato dagli elementi divisibili per {\displaystyle 3} ha tre classi laterali, ovvero 
{\displaystyle 3\mathbb {Z} ,\;3\mathbb {Z} +1,\;3\mathbb {Z} +2},
che consistono, rispettivamente, negli interi congrui a {\displaystyle 0}, {\displaystyle 1}, {\displaystyle 2} modulo {\displaystyle 3}. Più in generale, per ogni {\displaystyle n\in \mathbb {N} } con {\displaystyle n\geq 1}, il sottogruppo {\displaystyle n\mathbb {Z} } ha {\displaystyle n} classi laterali: {\displaystyle \quad n\mathbb {Z} +0,\,\ldots ,\,n\mathbb {Z} +(n-1)}.
La cardinalità dell'insieme delle classi laterali destre e quella dell'insieme delle classi laterali sinistre di un sottogruppo {\displaystyle H} di {\displaystyle G} coincidono: tale cardinalità è l'indice di {\displaystyle H} in {\displaystyle G}.

### Sottogruppo normale

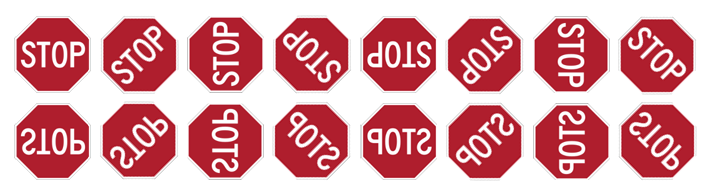
Le 16 simmetrie di un ottagono regolare formano un gruppo diedrale di ordine 16. Sono 8 rotazioni (prima riga) e 8 riflessioni (seconda riga). Le rotazioni formano un sottogruppo (ciclico) di ordine 8. Le riflessioni non formano un sottogruppo, ma possono essere descritte come classe laterale di, dove è una qualsiasi riflessione. Il sottogruppo ha due classi laterali e ed è normale perché.
Questo sottogruppo ha solo due classi laterali: stesso e, dove è una qualsiasi riflessione.

In un gruppo non abeliano, le classi laterali destre e sinistre di {\displaystyle H} possono non coincidere: è possibile cioè che esista {\displaystyle g\in G} tale che si abbia
{\displaystyle gH\neq Hg.}
Quando {\displaystyle gH=Hg} per ogni {\displaystyle g\in G}, diciamo che {\displaystyle H} è un sottogruppo normale di {\displaystyle G}, e scriviamo
{\displaystyle H\trianglelefteq G.}
In tale caso si parla semplicemente di classi laterali.
In un gruppo abeliano tutti i sottogruppi sono normali.

### Gruppi quoziente

Le classi laterali di formano una partizione del gruppo. Considerando ciascuna classe come un singolo elemento, e moltiplicando due classi e come suggerito in figura, si ottiene il gruppo quoziente. Per fare ciò è necessario che il sottogruppo sia normale.

I sottogruppi normali hanno molte buone proprietà: la più importante è la possibilità di definire una struttura di gruppo sull'insieme delle classi laterali, e quindi una nozione di gruppo quoziente.
Il gruppo quoziente di un sottogruppo normale {\displaystyle N} in {\displaystyle G} è l'insieme delle classi laterali
{\displaystyle G/_{N}=\{gN\ |\ g\in G\}}
con un'operazione ereditata da {\displaystyle G}:
{\displaystyle g_{1}N\cdot g_{2}N=(g_{1}\cdot g_{2})N.}
Questa definizione risulta ben posta grazie all'ipotesi di normalità. 
La proiezione
{\displaystyle \pi :G\to G/_{N}}
che associa ad un elemento {\displaystyle g} la sua classe laterale {\displaystyle gN} risulta essere un omomorfismo. La classe {\displaystyle eN=N} è l'identità del gruppo quoziente e l'inverso di {\displaystyle gN} è semplicemente {\displaystyle g^{-1}N}.
Ad esempio, il sottogruppo {\displaystyle n\mathbb {Z} } di {\displaystyle \mathbb {Z} } definisce un quoziente
{\displaystyle \mathbb {Z} /_{n\mathbb {Z} }=\{n\mathbb {Z} ,n\mathbb {Z} +1,\ldots ,n\mathbb {Z} +n-1\}.}
Questo quoziente ha {\displaystyle n} elementi ed è il prototipo di gruppo ciclico. Usando il linguaggio dell'aritmetica modulare, questo gruppo può essere pensato come l'insieme delle classi di resto modulo {\displaystyle n}:
{\displaystyle \mathbb {Z} /_{n\mathbb {Z} }=\{[0],[1],\ldots ,[n-1]\}}
e la proiezione
{\displaystyle \pi :\mathbb {Z} \to \mathbb {Z} /_{n\mathbb {Z} }}
è la mappa che manda l'intero {\displaystyle i} nel resto della divisione di {\displaystyle i} per {\displaystyle n}.

## Tipologie

### Gruppi ciclici

Le radici seste complesse dell'unità, ovvero i numeri complessi tali che, formano (con la moltiplicazione) un gruppo ciclico di ordine 6.

Un gruppo ciclico è un gruppo generato da un solo elemento {\displaystyle g}. Il gruppo è determinato dall'ordine dell'elemento: se {\displaystyle g} ha ordine finito {\displaystyle n}, il gruppo consta solo degli elementi {\displaystyle e=g^{0},g^{1},\ldots ,g^{n-1}} ed è quindi isomorfo a 
{\displaystyle \mathbb {Z} /_{n\mathbb {Z} }.}
Questo gruppo è a volte indicato con il simbolo {\displaystyle C_{n}}. Se l'elemento {\displaystyle g} ha ordine infinito, il gruppo è invece isomorfo a {\displaystyle \mathbb {Z} }.
I gruppi ciclici compaiono in moltissimi contesti. Un elemento {\displaystyle g} di un gruppo arbitrario {\displaystyle G} genera sempre un sottogruppo ciclico: per questo motivo, ogni gruppo contiene numerosi sottogruppi ciclici.

### Gruppi abeliani
Un gruppo abeliano è un gruppo la cui operazione è commutativa. Sono gruppi abeliani tutti i gruppi numerici considerati sopra e anche tutti i gruppi ciclici. Il più piccolo gruppo abeliano che non fa parte di queste categorie è il gruppo di Klein, che contiene 4 elementi.

### Gruppi diedrali
Il gruppo diedrale {\displaystyle D_{2n}} è il gruppo di simmetria di un poligono regolare con {\displaystyle n} lati. 
Il gruppo contiene {\displaystyle 2n} elementi e non è abeliano (se {\displaystyle n>1}): infatti se {\displaystyle s} indica una riflessione rispetto ad un asse e {\displaystyle r} una rotazione di {\displaystyle 2\pi /n} gradi vale la relazione {\displaystyle r^{k}s=sr^{n-k}}.

### Gruppi simmetrici
Il gruppo simmetrico {\displaystyle S(X)} di un insieme è definito come l'insieme delle permutazioni dell'insieme {\displaystyle X}. Quando {\displaystyle X} consta di {\displaystyle n} elementi, il gruppo simmetrico ne contiene {\displaystyle n!} ed è generalmente indicato con il simbolo {\displaystyle S_{n}}. Questo gruppo non è mai abeliano per {\displaystyle n>2}.

### Gruppi finiti
Un gruppo finito è un gruppo che ha ordine {\displaystyle n} finito. Vi sono svariati tipi di gruppi finiti: tra questi, i gruppi ciclici {\displaystyle C_{n}}, i diedrali {\displaystyle D_{2n}} ed i simmetrici {\displaystyle S_{n}}.

### Gruppi semplici
Un gruppo semplice è un gruppo {\displaystyle G} che non contiene sottogruppi normali, eccetto il sottogruppo banale {\displaystyle \{e\}} e se stesso {\displaystyle G}. Un gruppo semplice non ha quozienti (perché i quozienti si fanno solo con i sottogruppi normali!) ed è quindi in un certo senso un "blocco primario" con cui poter costruire gruppi più complessi.
Ad esempio, il gruppo ciclico {\displaystyle C_{n}} è semplice se e solo se {\displaystyle n} è primo.

## Costruzioni

### Prodotto diretto
Il prodotto diretto di due gruppi {\displaystyle G} e {\displaystyle H} è il prodotto cartesiano
{\displaystyle G\times H}
munito di un'operazione che riprende indipendentemente le due operazioni di {\displaystyle G} e {\displaystyle H}.

I vettori del piano centrati in un punto fissato, muniti dell'usuale somma fra vettori, formano un gruppo. Dopo aver fissato un sistema di coordinate nel piano, tale gruppo risulta essere. Analogamente, i vettori nello spazio centrati nell'origine formano il gruppo.

L'ordine del prodotto è il prodotto degli ordini, quindi il prodotto di due gruppi finiti è anch'esso finito. Inoltre, il prodotto di due gruppi abeliani è abeliano. Quindi un prodotto di gruppi ciclici come ad esempio
{\displaystyle \mathbb {Z} /_{2\mathbb {Z} }\times \mathbb {Z} /_{2\mathbb {Z} }}
è abeliano di ordine 4. Questo gruppo, noto come gruppo di Klein, è il più piccolo gruppo abeliano non ciclico.
Il prodotto di {\displaystyle n} copie di {\displaystyle \mathbb {R} }
{\displaystyle \mathbb {R} ^{n}=\mathbb {R} \times \ldots \times \mathbb {R} }
è l'usuale spazio euclideo con {\displaystyle n} coordinate, munito della somma fra vettori.

### Prodotto libero
Il prodotto libero di due gruppi {\displaystyle G} e {\displaystyle H} è il gruppo
{\displaystyle G*H}
ottenuto prendendo tutte le parole con lettere in {\displaystyle G} e {\displaystyle H} a meno di una semplice relazione di equivalenza che permette l'inserimento (o l'eliminazione) di sottoparole del tipo {\displaystyle u^{-1}u}.
A differenza del prodotto diretto, il prodotto libero di due gruppi non banali non è mai finito, né abeliano. Il prodotto libero di {\displaystyle n} copie di {\displaystyle \mathbb {Z} }:
{\displaystyle \mathbb {Z} *\ldots *\mathbb {Z} }
è detto gruppo libero.

### Prodotto semidiretto
Il prodotto semidiretto di due gruppi {\displaystyle G} e {\displaystyle H} è un'operazione che generalizza il prodotto diretto: l'insieme è sempre il prodotto cartesiano {\displaystyle G\times H}, ma l'operazione di gruppo è definita in modo diverso. Ad esempio, il gruppo diedrale {\displaystyle D_{2n}}, che consta di {\displaystyle 2n} elementi, può essere descritto come prodotto semidiretto di due gruppi ciclici di ordine 2 e {\displaystyle n}. Si scrive:
{\displaystyle \mathbb {Z} _{n}\rtimes _{\psi }\mathbb {Z} _{2}.}
Il simbolo {\displaystyle \psi } indica un particolare omomorfismo utile a definire di quale prodotto semidiretto si tratta.

### Presentazioni
Combinando le nozioni di generatore e di gruppo quoziente è possibile ottenere una descrizione di un generico gruppo tramite una sua presentazione. Una presentazione è una scrittura del tipo
{\displaystyle \langle a,b,c\ |\ a^{2}b,ab^{2}c,ac^{2}b\rangle .}
I termini a sinistra della sbarretta sono i generatori, mentre le parole a destra sono le relazioni.
Una permutazione determina effettivamente un gruppo, ottenuto come quoziente del gruppo libero su tre elementi {\displaystyle a,b,c} per il più piccolo sottogruppo normale che contiene le relazioni. Ad esempio, le presentazioni seguenti indicano rispettivamente un gruppo ciclico, diedrale, ed il gruppo di Klein:
{\displaystyle \langle a\ |\ a^{n}\rangle ,\quad \langle r,s\ |\ r^{n},s^{2},srsr\rangle ,\quad \langle a,b\ |\ a^{2},b^{2},aba^{-1}b^{-1}\rangle .}
La prima presentazione indica che il gruppo ha un solo generatore di ordine {\displaystyle n}, cioè vale {\displaystyle a^{n}=1}. Nell'ultima presentazione, la parola {\displaystyle aba^{-1}b^{-1}} fornisce la relazione {\displaystyle aba^{-1}b^{-1}=1}; altrimenti detto, i due elementi commutano: {\displaystyle ab=ba}. Questa parola è detta commutatore e viene spesso indicata con il simbolo {\displaystyle [a,b]}.

## Teoremi

### Teorema di Lagrange
In presenza di un gruppo finito {\displaystyle G}, l'ordine {\displaystyle o(g)} di un qualsiasi elemento {\displaystyle g} è un numero finito che divide l'ordine {\displaystyle |G|} di {\displaystyle G}. Questo fatto, noto come teorema di Lagrange, pur essendo di immediata dimostrazione, ha come conseguenza vari fatti non ovvi.
Una delle prime conseguenze è il fatto che un gruppo di ordine primo {\displaystyle p} è necessariamente un gruppo ciclico.
Questo risultato può inoltre essere usato per dimostrare agevolmente il piccolo teorema di Fermat.

### Teoremi di isomorfismo
Vi sono tre teoremi di isomorfismo che asseriscono che, in condizioni molto generali, alcuni gruppi costruiti in modo diverso risultano in realtà isomorfi. Tutti e tre i teoremi fanno uso della nozione di gruppo quoziente. Il primo, ampiamente usato anche in algebra lineare per gli spazi vettoriali, asserisce che in presenza di un omomorfismo di gruppi
{\displaystyle f:G\to H}
il nucleo
{\displaystyle \operatorname {Ker} f=\{g\in G\ |f(g)=e\}}
è sempre un sottogruppo normale e l'omomorfismo {\displaystyle f} induce un isomorfismo
{\displaystyle G/\operatorname {Ker} f\cong \operatorname {Im} f}
dove il termine a destra è l'immagine di {\displaystyle f}.

### Teorema di Cayley
Il teorema di Cayley asserisce che qualsiasi gruppo può essere visto sottogruppo di un gruppo simmetrico. Se il gruppo è finito, anche il gruppo simmetrico in questione lo è. Ad esempio, un gruppo ciclico può essere interpretato come un gruppo di permutazioni cicliche, un gruppo diedrale come un gruppo di particolari permutazioni dei vertici di un poligono, etc.

### Teoremi di Sylow
Sia {\displaystyle G} un gruppo finito. Il teorema fornisce una condizione necessaria per l'esistenza di sottogruppi di ordine fissato in {\displaystyle G}: ad esempio, se {\displaystyle G} ha ordine 20 allora non ci sono sottogruppi di ordine 3, perché 3 non divide 20.
I teoremi di Sylow forniscono delle condizioni sufficienti per l'esistenza di sottogruppi di ordine fissato. Il primo teorema di Sylow asserisce che per ogni potenza {\displaystyle p^{r}} di un numero primo {\displaystyle p} che divida l'ordine di {\displaystyle G} esiste almeno un sottogruppo di {\displaystyle G} con questo ordine. Gli altri teoremi di Sylow forniscono delle informazioni più dettagliate nel caso in cui l'esponente {\displaystyle r} sia il più grande possibile.
Come conseguenza, se {\displaystyle G} ha ordine 20 allora contiene sicuramente dei sottogruppi di ordine 2, 4 e 5. Il teorema non si estende però a tutti i divisori: ad esempio, un tale gruppo {\displaystyle G} potrebbe non contenere un sottogruppo di ordine 10.

## Classificazioni
Non esistono tabelle generali che descrivano in modo esaustivo tutti i gruppi possibili. Usando strumenti semplici, quali ad esempio le presentazioni, è estremamente facile costruire gruppi molto complicati, la maggior parte dei quali non ha un "nome" come {\displaystyle D_{2n}} o {\displaystyle S_{n}}. Esistono però delle classificazioni parziali in alcuni ambiti.

### Gruppi abeliani finitamente generati
I gruppi abeliani finitamente generati sono classificati. Ciascun gruppo è del tipo
{\displaystyle \mathbb {Z} ^{n}\times \mathbb {Z} /_{k_{1}\mathbb {Z} }\times \cdots \times \mathbb {Z} _{k_{u}\mathbb {Z} }.}
Un gruppo abeliano finitamente generato è quindi un prodotto di gruppi ciclici. Questa scrittura non è però unica: ad esempio, i gruppi seguenti sono isomorfi
{\displaystyle \mathbb {Z} /_{2\mathbb {Z} }\times \mathbb {Z} /_{3\mathbb {Z} }\cong \mathbb {Z} /_{6\mathbb {Z} }.}
La scrittura è però unica se si richiede che ciascun {\displaystyle k_{i}} divida il successivo {\displaystyle k_{i+1}}. Si noti che {\displaystyle \mathbb {Q} } e {\displaystyle \mathbb {R} } non sono finitamente generati.

### Gruppi semplici finiti
Non esiste una classificazione di tutti i gruppi finiti. D'altra parte, ogni gruppo finito può essere "decomposto" (in un certo senso) in gruppi semplici, e tali gruppi sono stati effettivamente classificati.
Ci sono 4 classi infinite di gruppi semplici finiti (ciclici, alternanti, lineari, di tipo Lie) più 26 gruppi sporadici. Il più grosso di questi contiene circa {\displaystyle 8\times 10^{53}} elementi!

### Gruppi piccoli
Esistono tavole che mostrano tutti i gruppi aventi ordine {\displaystyle i=1,2,3,}... fino ad un certo {\displaystyle n}. Per ogni {\displaystyle i} vi è almeno un gruppo di ordine {\displaystyle i}, il gruppo ciclico {\displaystyle C_{i}}. Il primo gruppo non ciclico è il gruppo di Klein {\displaystyle C_{2}\times C_{2}}, che ha ordine 4. Il primo gruppo non abeliano è {\displaystyle S_{3}}, che ha ordine 6, seguito da {\displaystyle D_{8}} ed il gruppo dei quaternioni {\displaystyle Q_{8}}, aventi ordine 8.

## Applicazioni

### Teoria di Galois
La teoria di Galois nasce come strumento per studiare le radici di un polinomio. Le radici, anche complesse, di un polinomio di secondo grado {\displaystyle ax^{2}+bx+c} sono individuate dalla nota formula
{\displaystyle x={\frac {-b\pm {\sqrt {b^{2}-4ac}}}{2a}}.}
Analoghe formule per risolvere le equazioni di terzo e quarto grado erano già note nel Cinquecento. Secondo il teorema di Abel-Ruffini, non ci sono però formule di questo tipo per equazioni di grado 5 o superiore. Usando il linguaggio della teoria di Galois, questo problema può essere affrontato nel modo seguente: le soluzioni di un dato polinomio possono essere espresse con formule di questo tipo (che usano le quattro operazioni e i radicali) se e solo se il relativo gruppo di Galois è un gruppo risolubile. I gruppi simmetrici {\displaystyle S_{2},S_{3},S_{4}} sono risolubili, ma {\displaystyle S_{5}} no: questo implica che non vi sia una formula generale per le equazioni di quinto grado.
La teoria di Galois si applica anche a problemi di costruzione con riga e compasso. Ad esempio, può essere usata per capire quali poligoni regolari possono essere costruiti e per dimostrare l'impossibilità della quadratura del cerchio o della trisezione di un angolo. 

### Aritmetica modulare
L'aritmetica modulare è strettamente connessa con la teoria dei gruppi ciclici. Tramite questa connessione, è possibile dimostrare vari fatti aritmetici non banali usando semplici strumenti della teoria dei gruppi. Il collegamento fra le due teorie è sancito dal fatto seguente: i numeri interi considerati a meno di congruenza rispetto ad un intero fissato {\displaystyle n} formano con l'addizione un gruppo ciclico {\displaystyle C_{n}} di ordine {\displaystyle n}.
Ad esempio, tramite questa corrispondenza il piccolo teorema di Fermat può essere dedotto dal fatto che, similmente a quanto accade per i numeri razionali o reali, se {\displaystyle n} è primo si può togliere lo zero da {\displaystyle C_{n}} e ottenere un gruppo anche con la moltiplicazione.
Analogamente il fatto che il prodotto di {\displaystyle C_{a}} e {\displaystyle C_{b}} sia isomorfo a {\displaystyle C_{ab}} se e solo {\displaystyle a} e {\displaystyle b} sono coprimi è un enunciato moderno equivalente al teorema cinese del resto, già noto nel III secolo.

### Gruppi di simmetria
Le simmetrie di un oggetto geometrico formano sempre un gruppo. Ad esempio, le simmetrie di un poligono regolare formano un gruppo diedrale {\displaystyle D_{2n}}; le simmetrie di un tetraedro regolare formano invece un gruppo isomorfo al gruppo simmetrico {\displaystyle S_{4}} su quattro elementi: ogni permutazione dei suoi 4 vertici è realizzata da una simmetria.
Per un oggetto nel piano e nello spazio, le simmetrie possono essere di vario tipo: traslazioni, rotazioni, riflessioni e operazioni più complicate ottenute componendo queste, come ad esempio le glissoriflessioni. Alcune di queste simmetrie (come le rotazioni e le traslazioni) preservano l'orientazione del piano (o dello spazio), mentre altre (come le riflessioni) la invertono. Se sono presenti simmetrie di entrambi i tipi, quelle che preservano l'orientazione formano sempre un sottogruppo di indice 2. Ad esempio, per un poligono regolare questo sottogruppo è un gruppo ciclico {\displaystyle C_{n}} dentro {\displaystyle D_{2n}}, mentre per il tetraedro è il gruppo alternante {\displaystyle A_{4}} dentro {\displaystyle S_{4}}.
Il gruppo di simmetria di un poliedro è sempre finito. Le simmetrie di un poliedro che preservano l'orientazione sono tutte rotazioni intorno a qualche asse. Nonostante la grande varietà di poliedri esistenti, vi sono però pochi gruppi di simmetria possibili. I gruppi di rotazioni possibili sono i seguenti:
{\displaystyle C_{n},D_{n},A_{4},S_{4},A_{5}\,\!}
I primi due tipi di gruppi sono realizzati da piramidi e prismi (e più generalmente dei prismatoidi). I tre gruppi {\displaystyle A_{4},S_{4}} e {\displaystyle A_{5}} sono realizzati dai solidi platonici.

### Gruppo fondamentale

Il gruppo fondamentale dello spazio ottenuto rimuovendo un punto dal piano è isomorfo a. La curva che fa due giri mostrata in figura corrisponde al valore intero "2".

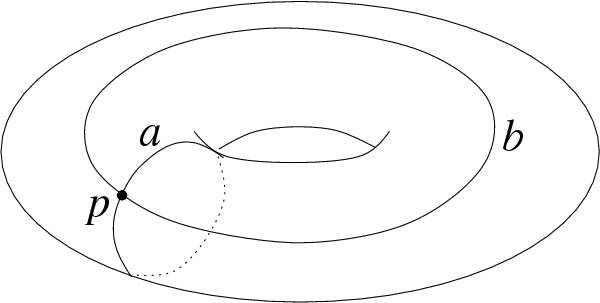
Il gruppo fondamentale di un toro è : i due generatori sono mostrati in figura.

In topologia, il "numero di buchi" di uno spazio topologico {\displaystyle X} è codificato efficientemente dal suo gruppo fondamentale, generalmente indicato con il simbolo {\displaystyle \pi _{1}(X)}. Il gruppo fondamentale è costruito prendendo tutte le curve chiuse contenute nello spazio (che partono e arrivano da un fissato punto base). Due curve che possono essere ottenute l'una dall'altra tramite uno spostamento continuo (detto omotopia) sono considerate equivalenti. Due curve possono essere composte tramite concatenamento ed il risultato è effettivamente un gruppo.

La circonferenza unitaria nel piano complesso con l'operazione di moltiplicazione (fra numeri complessi) forma un gruppo di Lie e quindi in particolare un gruppo topologico. Si tratta di una varietà differenziabile: ogni punto ha un intorno (qui disegnato in rosso) omeomorfo ad un intervallo aperto della retta reale.

Il gruppo fondamentale è uno dei concetti più importanti in topologia, ed è uno dei primi strumenti usati per distinguere spazi topologici distinti (ovvero non omeomorfi). Ad uno spazio topologico possono essere associati vari altri gruppi, come i più generali gruppi di omotopia o di omologia.

## Estensioni

### Anelli, campi, spazi vettoriali
La nozione di gruppo può essere estesa aggiungendo all'operazione di gruppo un'altra operazione che soddisfi dei nuovi assiomi. Ad esempio, un anello è un insieme {\displaystyle A} dotato di due operazioni, generalmente indicate con i simboli {\displaystyle +} e {\displaystyle \times }, che soddisfano alcune proprietà. Queste proprietà richiedono in particolare che {\displaystyle (A,+)} sia un gruppo abeliano. L'esempio fondamentale di anello è {\displaystyle \mathbb {Z} } con le usuali operazioni di addizione e moltiplicazione.
Quando la moltiplicazione è commutativa e ammette un'inversa per tutti gli elementi diversi da zero, l'anello è detto campo. Gli esempi fondamentali di campo sono {\displaystyle \mathbb {Q} }, {\displaystyle \mathbb {R} } e {\displaystyle \mathbb {C} }. Gli interi non formano però un campo.
Una struttura un po' più complessa è quella di spazio vettoriale. Uno spazio vettoriale {\displaystyle V} è un gruppo abeliano dotato di un'altra operazione chiamata "prodotto per scalare". Gli spazi vettoriali vengono studiati nell'ambito dell'algebra lineare.

### Gruppi topologici e di Lie
La nozione di gruppo può essere arricchita anche usando alcuni strumenti propri della topologia. Un gruppo topologico è un gruppo che è anche uno spazio topologico, che soddisfi delle naturali relazioni di compatibilità fra le due nozioni (l'operazione interna e la topologia). Ad esempio, {\displaystyle \mathbb {Z} }, {\displaystyle \mathbb {Q} }, {\displaystyle \mathbb {R} } e {\displaystyle \mathbb {C} } muniti dell'usuale topologia euclidea sono gruppi topologici.
Se il gruppo topologico ha anche una struttura di varietà differenziabile (sempre compatibile con l'operazione del gruppo), allora è un gruppo di Lie. I gruppi di Lie hanno un ruolo molto importante nella geometria del XX secolo. Esempi di gruppi di Lie sono:
{\displaystyle \mathbb {R} ^{n},\mathbb {C} ^{n},S^{1},\operatorname {O} (n),\operatorname {GL} (n,\mathbb {R} )}
dove {\displaystyle S^{1}} è la circonferenza unitaria del piano complesso, O è il gruppo ortogonale e GL è il gruppo generale lineare.

### Semigruppi, monoidi
Eliminando alcuni dei tre assiomi è possibile definire varie strutture algebriche che generalizzano la nozione di gruppo. Tali strutture, riassunte nella tabella a fianco, sono però molto meno utilizzate. Ad esempio, i numeri naturali {\displaystyle \mathbb {N} } formano un monoide e i numeri pari {\displaystyle 2\mathbb {Z} } formano un semigruppo, entrambi con la somma. Le nozioni di loop, quasigruppo e magma sono meno frequenti perché è poco usuale trovare operazioni non associative.
Si può inoltre sostituire l'operazione di gruppo con una funzione parziale, definita solo per alcune coppie di elementi. Ad esempio, le matrici invertibili (di grandezza arbitraria) con la moltiplicazione formano un gruppoide: quando possono essere moltiplicate fra loro, tutte e tre gli assiomi di gruppo sono soddisfatti.